# 6591 Sabinin
6591 Sabinin eller 1986 RT5 är en asteroid i huvudbältet som upptäcktes den 7 september 1986 av den ryska astronomen Ljudmila Tjernych vid Krims astrofysiska observatorium på Krim. Den är uppkallad efter ryssen Dmitry A. Sabinin.
Asteroiden har en diameter på ungefär 9 kilometer.